# Партизански отряд „Анещи Узунов“
Партизанският отряд „Анещи Узунов“ е подразделение на Четвърта Горноджумайска въстаническа оперативна зона на НОВА по време на партизанското движение в България (1941 – 1944). Действа в околностите на Неврокоп.
На 6 октомври 1941 година в района между град Сяр и град Солун е спусната с парашути група от осем български емигранти с командир Йордан Кискинов. Формират Неврокопската партизанска група. Йордан Кискинов загива в престрелка с полицейско подразделение при село Копривлен.
През 1942 година след разрастване на групата е сформирана Неврокопската чета. Командир на четата е Анещи Узунов.
На 7 април 1944 година край река Каменица, в близост до село Кремен разрастналата се чета прераства в Неврокопски отряд. Наименуван е на загиналия командир на Неврокопската чета Анещи Узунов. Командир на отряда е Григор Григоров, политкомисар Иван Гулев.
Провежда акции в селата Корница, Гайтаниново и Кремен.
На 9 септември 1944 година установява властта на Отечествения фронт в село Гърмен и град Неврокоп.